# Moradalí Šírání
Moradalí Šírání (* 21. března 1955 Isfahán) je bývalý íránský zápasník – klasik.

## Sportovní kariéra
Zápasení se věnoval od útlého dětství. Později se specializoval se na řecko-římský styl. V íránské mužské reprezentaci se pohyboval od roku 1973. V roce 1976 startoval na olympijských hrách v Montréalu ve váze do 52 kg a byl vyřazen ve čtvrtém kole západním Němcem Rolfem Kraußem po překročení maxima 6 klasifikačních bodů. Jeho další sportovní kariéru zhatila Íránská islámská revoluce v roce 1978.

## Výsledky
| Turnaj            | 1973 | 1974 | 1975 | 1976 | 1977 |  |
| Turnaj            | 18   | 19   | 20   | 21   | 22   |  |
| Turnaj            | -48  |      |      | -52  | -52  |  |
| ----------------- | ---- | ---- | ---- | ---- | ---- |  |
| Olympijské hry    |      |      |      | 6.   |      |  |
| Mistrovství světa | 5.   | ?    | ?    |      | 3.   |  |
| Asijské hry       |      | —    |      |      |      |  |